# ブリティッシュ・コロンビア・フェリーサービス
ブリティッシュ・コロンビア・フェリーサービス（British Columbia Ferry Services Inc.）は、「BCフェリー（BC Ferries）」という商標にてフェリーを運行しているカナダ・ブリティッシュコロンビア州の公共企業。かつては公社であったが、現在は州政府所有の民間企業と言う形態である。ここではBCフェリーと表記する。
BCフェリーは、ブリティッシュ・コロンビア州の沿岸および島嶼地域向けに、すべての主要な旅客および車両フェリーサービスを提供している。1950年代末、ストライキの影響を受けていたピュージェット・サウンド・ナビゲーション（ブラック・ボール・ライン）とカナディアン・パシフィック鉄道が提供していたフェリー業務と同様の交通手段を提供するために、ブリティッシュコロンビア州政府が1960年に設立した。現在BCフェリーは、北米最大の旅客フェリーサービスのひとつとなっている。
カナダ連邦政府と州政府は、ブリティッシュ・コロンビア州本土、沿岸の島々、および道路が通っていない本土の一部を結ぶ重要な交通連結事業について、運行サービスを維持するためにBCフェリーに補助金を出している。ブリティッシュ・コロンビア州の河川や湖で運航されている内陸フェリーについては、BCフェリーの運営では無く、ブリティッシュ・コロンビア州運輸インフラ省が提供しており、同省は様々な民間企業に運航を委託している。

## 組織
設立当初、BCフェリーはブリティッシュ・コロンビア州有料道路橋梁公社（British Columbia Toll Highways and Bridges Authority）の一部門であった。その後、組織再編を経て、ブリティッシュ・コロンビア・フェリー庁、ブリティッシュ・コロンビア・フェリー公社へと発展した。2003年、ブリティッシュ・コロンビア州政府は、負債を抱えていたBCフェリーを民間企業に再編することを発表し、沿岸フェリー法（Bill 18-2003）の成立によって実施された。BCフェリーの単独議決権株式は州政府のBCフェリー庁（BC Ferry Authority）が保有しており、同庁は同法の規則に基づいて運営されている。

## 歴史
1958年夏、CP蒸気船会社とブラック・ボール・ラインの従業員によるストライキは、W.A.C.ベネット州首相率いる社会信用党政権にブリティッシュ・コロンビア州の沿岸フェリーサービスを政府所有にする必要があると決断させ、BCフェリー公社の設立に着手した。

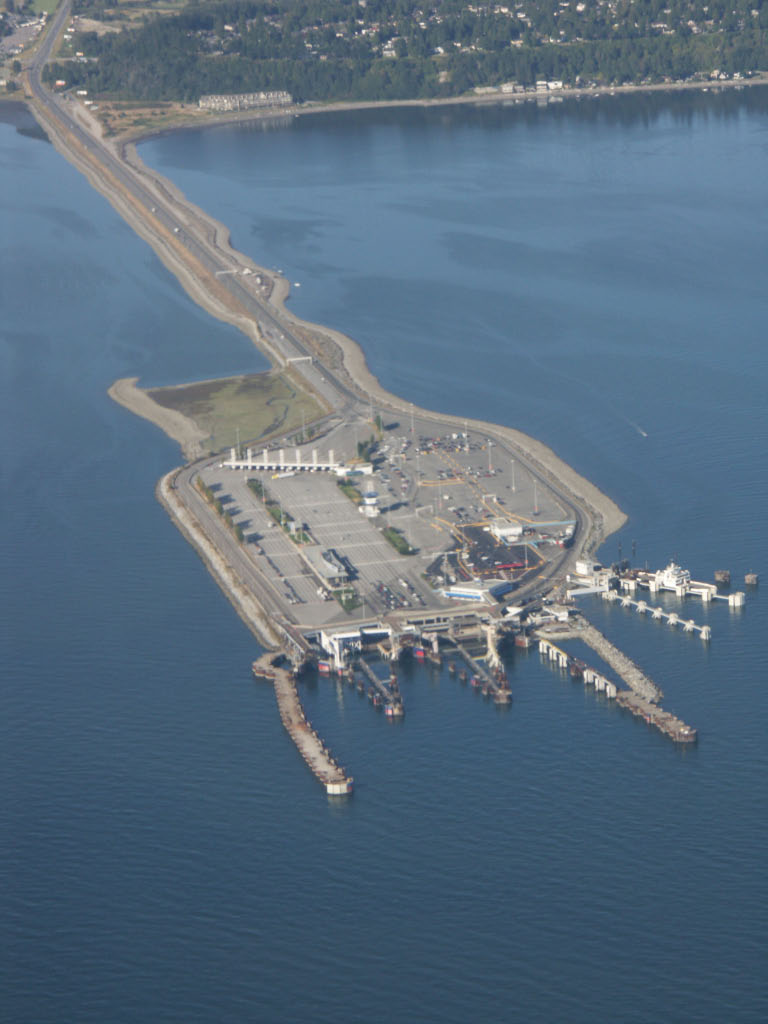
1960年に建設されたトワッセン・フェリーターミナル

1960年に運行開始したBCフェリーは、スワーツ・ベイ、バンクーバー島のシドニー、デルタ郊外のトワッセンを結ぶフェリー（シドニー級フェリー）2隻でのスタートだった。その後ブラック・ボール・ラインなどの航路を獲得しBCフェリーは大きく成長。伸びた需要に対応するため新船建造や、既存船の拡張（真ん中で切って船の全長を伸ばす、増床し収容力を拡大するなど）を実施。
1990年代に新民主党が高速船（パシフィキャット級フェリー）の導入を行う。2004年にコースタル級フェリーの建造に着手し、2008年からドイツ製新船を導入した。
2012年、BCフェリーは路線合理化のため98便の停止を発表。2014年に中型フェリー（バーナビー級フェリー）2隻の漸次引退と新造船3隻を発表。2022年に4隻目も導入され、これら4隻はLNGも使用出来るハイブリッド船である。これらはBCフェリーの標準化計画の一部となっている 。

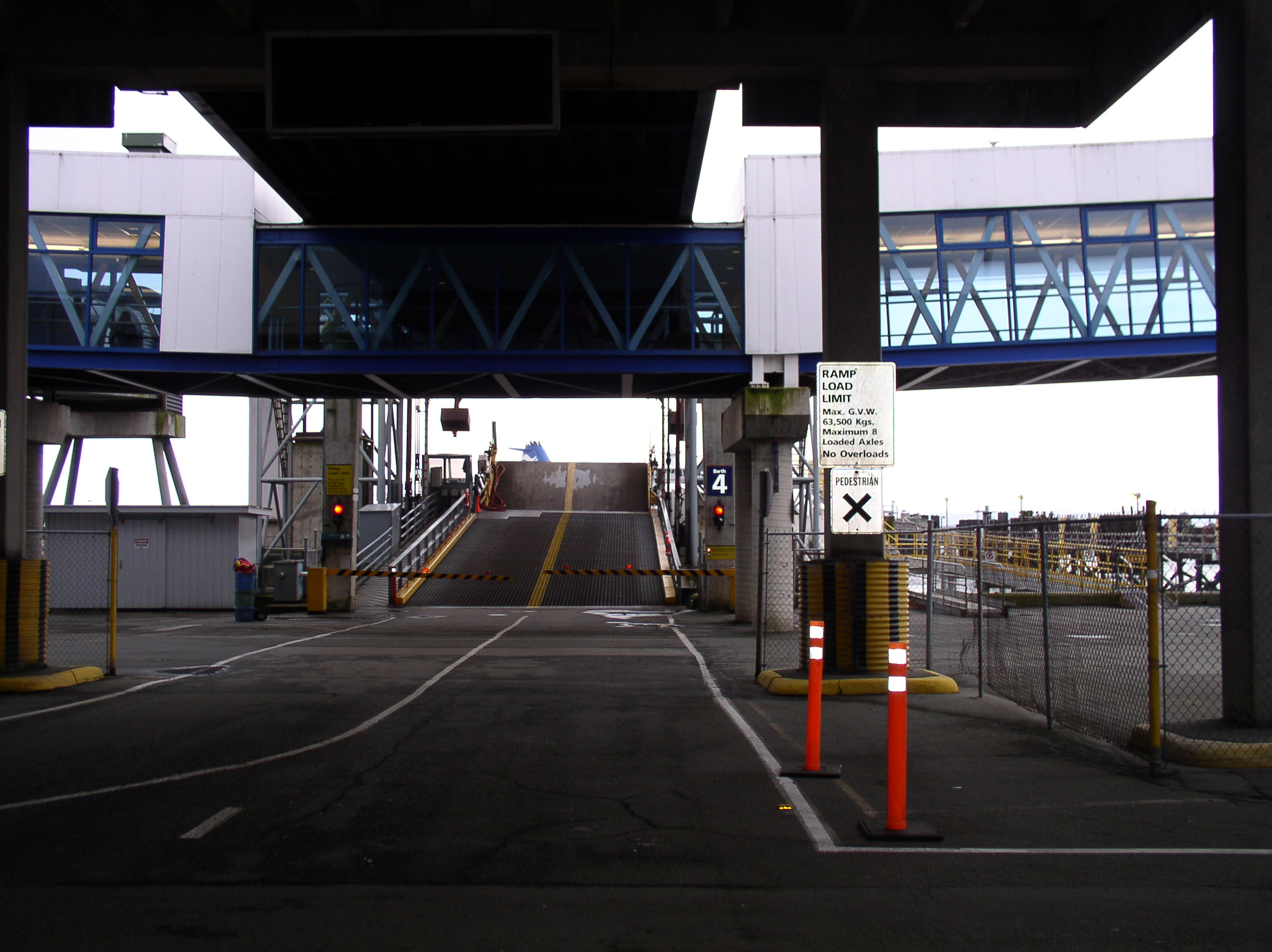
トワッセンの乗り組み口バース

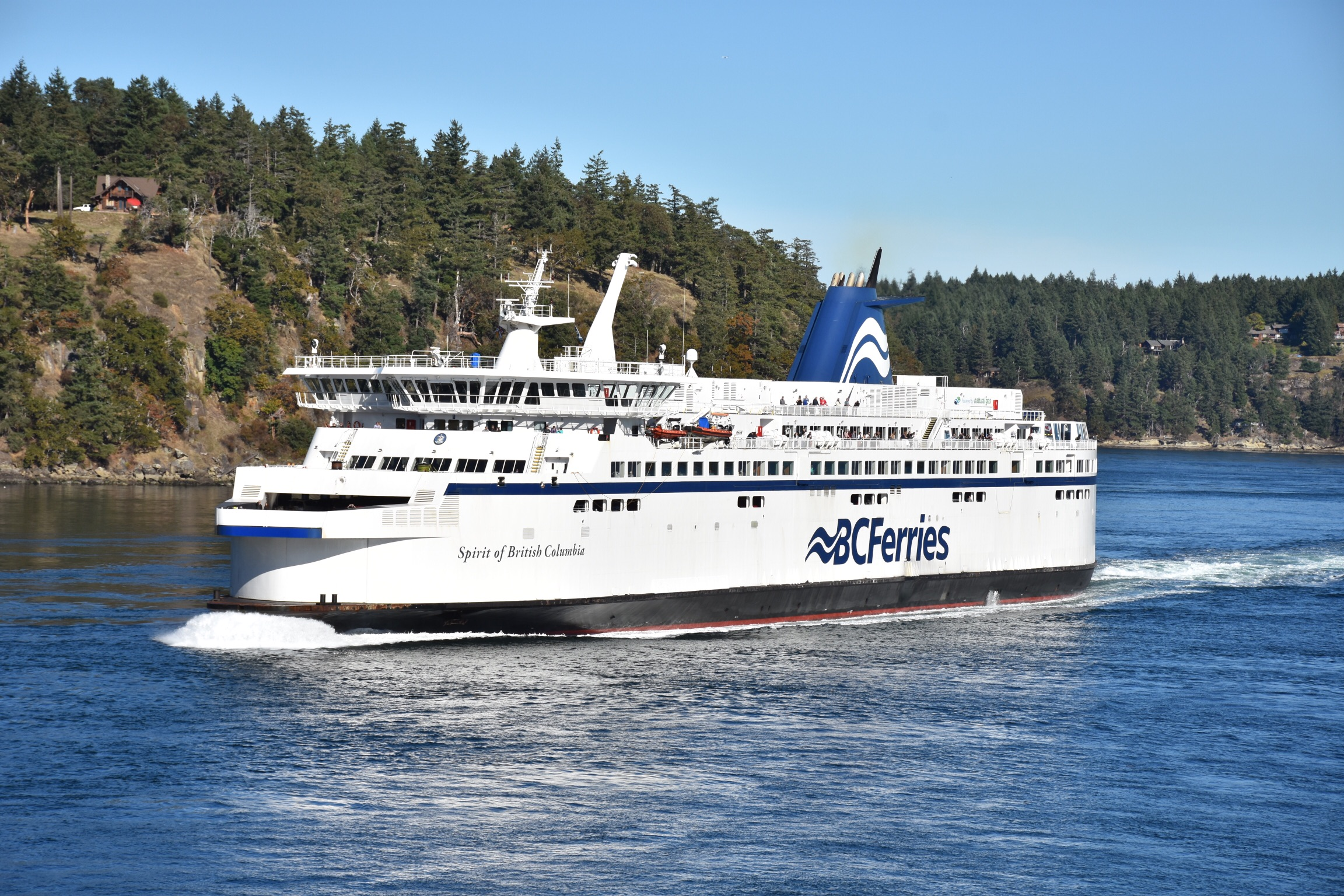
スピリット・オブ・ブリティッシュコロンビア号

## 航路
現在の航路は27路線あり、一部の路線番号は廃盤になっている。